# Magistral (detergente)
Magistral es una marca de detergente argentina, adquirida por Procter & Gamble. 

## Inicios
Magistral, en principio perteneciente a (Compañía Química Argentina).
Es adquirido en 1993 por Procter & Gamble junto con 2 marcas más: Vencedor y Cierto.   
Aprovechando ser el único detergente concentrado en esta época, P&G re-lanza en el mercado Argentino la nueva línea de lavavajillas concentrado: Magistral Ultra. Un detergente creado específicamente para eliminar la grasa pegada. 
Actualidad
Eslogan: “Rinde X4” “Super poder desengrasante”
Ahora el grupo Dreamco compro la marca Magistral a Procter & Gamble.

## Productos
ULTRA
Línea base
- Limón
- Manzana
- Marina
- Naranja

PIEL SENSIBLE 
Línea de cuidado de manos 
- Aloe
- Lavanda Vainilla
- Hipoalergénico

POWER 
Líquido más concentrado. 

## Campañas
2001: La Pila de Platos más grande del mundo es formada en un evento de la marca,       
apareciendo en el Libro de Record Guiness 
2005: Octubre. Campaña 360° Rescate Pingüinos de la Patagonia víctimas de los derrames 
de Petróleo. La estrategia de comunicación incluía Prensa, Internet, TV y cursos en 
escuelas con 4 propósitos específicos:
1. Proveer recursos a las fundaciones: Patagonia Natural y Mundo Marino
2. Brindar recursos para educar y concientizar
3. Proveer detergentes para la limpieza de los pingüinos
4. Generar conciencia

2009: Campaña en TV Chanchitos hace ganar un Effie a la agencia publicitaria Grey.  El mensaje detrás de esta comunicación era el de mostrar la ecuación entre precio y rendimiento, personificando el ahorro con la tradicional imagen del Chanchito donde se guardan los ahorros.